# Трескавец
Трескавец (болг. Трескавец) — село в Болгарии. Находится в Тырговиштской области, входит в общину Антоново. Население составляет 552 человека (2022).

## Политическая ситуация
В местном кметстве Трескавец, в состав которого входит Трескавец, должность кмета (старосты) исполняет Иса Мустафа Мустафа (Движение за права и свободы (ДПС)) по результатам выборов правления кметства.
Кмет (мэр) общины Антоново — Танер Мехмед Али Движение за права и свободы (ДПС)) по результатам выборов в правление общины.